# Alleycat (wyścigi)

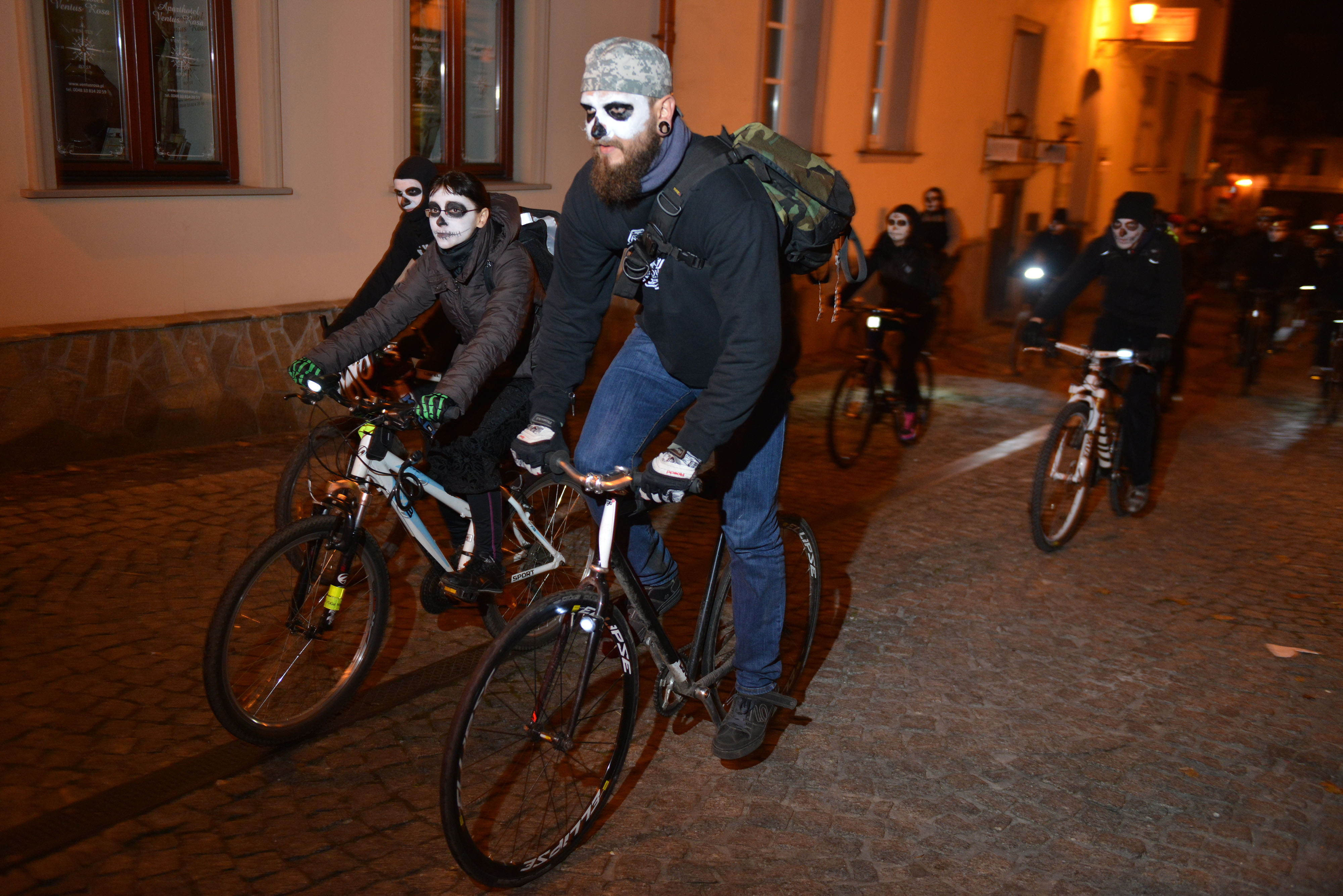
Alleycat o tematyce meksykańskiego dnia Wszystkich Świętych z poprzebieranymi uczestnikami

Alleycat – rodzaj zawodów rowerowych organizowanych na terenie miasta odbywających się w normalnym ruchu miejskim. Najczęściej zawodnikami są kurierzy rowerowi. Pierwszy raz nazwę alleycat dla tego typu wyścigów użyto w Toronto, w 1986 roku. Wygrywa osoba, która zaliczy wszystkie zadania w jak najkrótszym czasie.

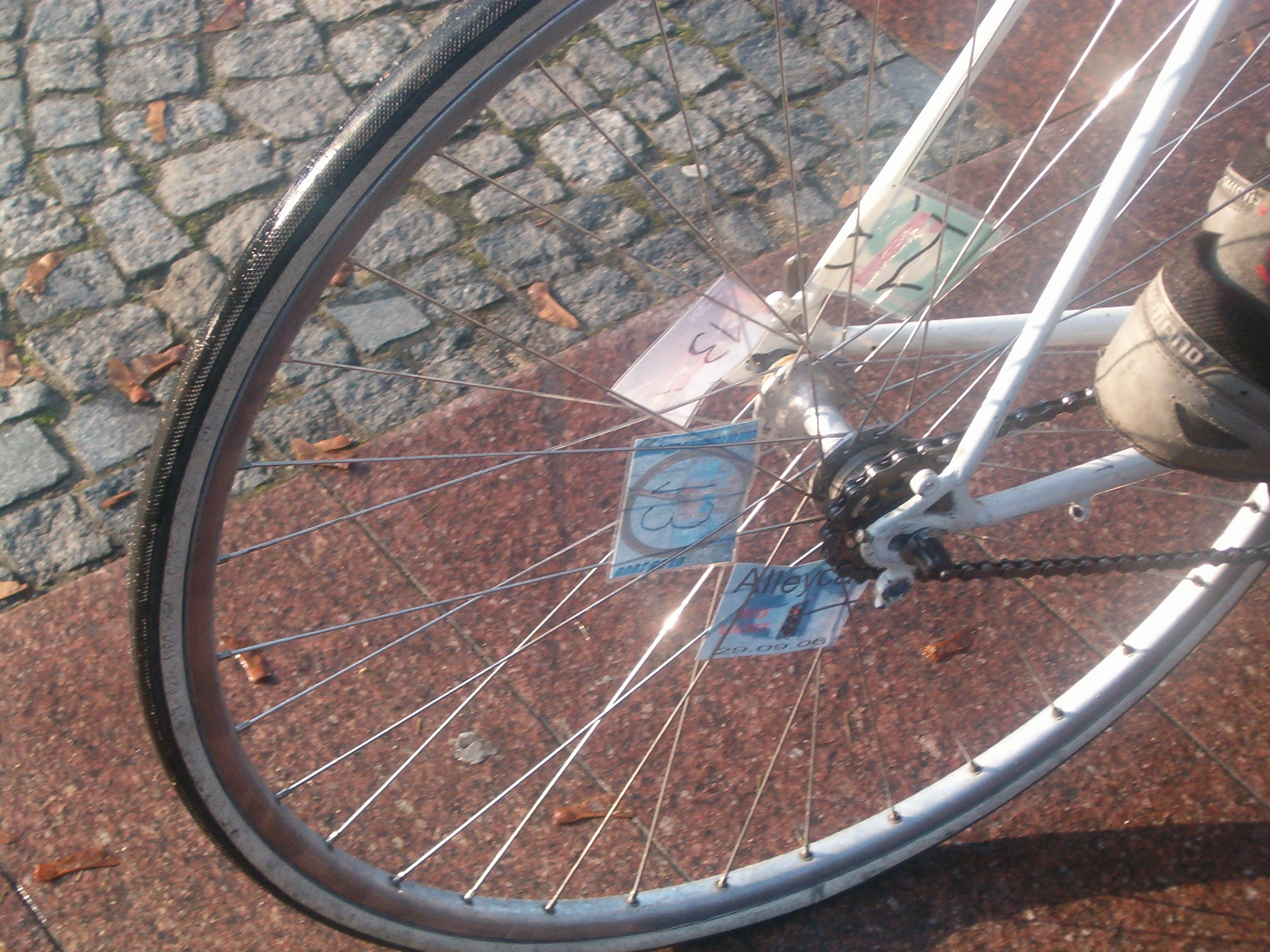
Szprychówki

## Cechy charakterystyczne
- manifest — lista zadań do wykonania przez każdego zawodnika. Może być nim punkt kontrolny lub jakieś polecenie (sprawdzenie numeru na budce telefonicznej, przywiezienie pewnej rzeczy, godzina odjazdu autobusu na danym przystanku).
- szprychówka — zalaminowana kartka, najczęściej rozmiaru A8, zawierająca z jednej strony numer startowy zawodnika, a z drugiej nazwę alleycata oraz grafikę z nim związaną. Szprychówki najczęściej wkłada się pomiędzy szprychy koła, stąd nazwa.
- punkt kontrolny — jeden z punktów w manifeście wyścigu. Najczęściej stoi na nim osoba wytypowana przez organizatora, która stawia pieczątki lub podpisuje manifesty uczestnikom, które umożliwiają weryfikację, że uczestnik był na miejscu.
- opłata wpisowa i nagroda — aby wystartować w wyścigu należy uiścić opłatę wpisową (w Polsce, zależnie od miasta jest to 3-5 zł[potrzebny przypis]). Pieniądze najczęściej pokrywają wydatki związane z organizacją wyścigu oraz nagrody dla zwycięzców.

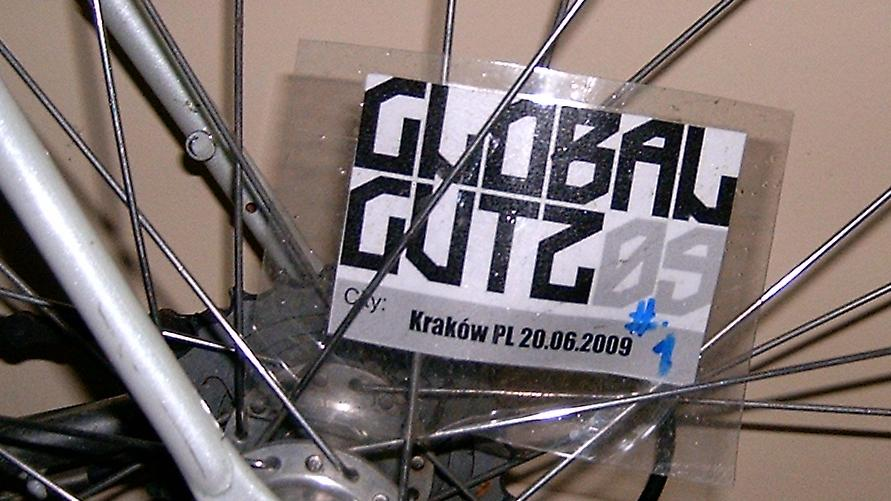
Szprychówka z bliska